# استیسی کیچ
والتر استیسی کیچ جونیور (به انگلیسی: Walter Stacy Keach Jr.) (زادهٔ ۲ ژوئن ۱۹۴۱) بازیگر و گوینده اهل آمریکا است.
او از سال ۱۹۵۸ وارد حرفه بازیگری شد. او در فیلم‌ها و مجموعه‌های تلویزیونی‌ای چون تاریخ مجهول آمریکا، فرار از زندان، شان دنیا را نجات می‌دهد، سلول، گوتی، هیندنبورگ، یورش بزرگ، کوه خدای آدم‌خوار، داک، ال پادرینو، گری لیدی غرق شد و روز دوست‌دختر بازی کرده‌است.